# Antilhas Neerlandesas nos Jogos Olímpicos de Verão de 1992
As Antilhas Neerlandesas participaram dos Jogos Olímpicos de Verão de 1992 em Barcelona, Espanha.

## Resultados por Evento

### Atletismo
110m com barreiras masculino
- James Sharpe
  - Eliminatória — 14.49 (→ não avançou)

### Vela
Classe Lechner Masculina
- Constantino Saragoza
  - Classificação final — 368.0 pontos (→ 38º lugar)

Classe Lechner Feminina
- Bep de Waard
  - Classificação final — 226.0 pontos (→ 22º lugar)